# Пелопонез (тема)
Тема Пелопонез (грчки: θέμα Πελοποννήσου) је била војно-цивилна провинција (тема) Византијског царства која је обухватала полуострво Пелопонез. Формирана је око 800. године, а постојала је до првог пада Цариграда 1204. године. Престоница теме био је Коринт.

## Историја
Од 27. године п. н. е. до краја 6. века Пелопонез је у саставу римске провинције Ахаје чији је центар био у Коринту. Од 580-их година Словени у својим нападима допиру до Пелопонеза. Становништво појединих градова, као што је Патрас, према Монемвасијевој хроници, емигрира у Италију. Поједини средњовековни хроничари, попут Исидора Севиљског и Константина Порфирогенита, пишу да је Грчка у то време била потпуно преплављена Словенима. Пелопонез је у наредна два века највероватније био изван контроле Византијског царства. Археолошки трагови сведоче о два велика таласа Словена која су погодила Балкан. Један од њих је врхунац достигао 587. године док је други, још већи, погодио Пелопонез током владавине цара Ираклија (610—641). Словени су углавном населили западни део полуострва — Елиду, Месенију, Ахају и Аркадију, док је византијска власт опстајала у планинским источним деловима полуострва и у појединим приобалним градовима, укључујући и Патрас.
Између 687. и 695. године све византијске територије у јужној Грчкој окупљене су у теми Хелада која је била значајна за византијску морнарицу. Око 800. године Хелада је подељена. Нова тема Хелада обухватала је просторе данашње источне Грчке и Тесалије, док је Пелопонез постао посебна тема са центром у Коринту. Формирање нове теме омогућено је поновним наметањем византијске власти над словенским племенима у овим областима. Победе над Словенима извојевао је Склир 805. године. Према Монемвасијевој хроници, Словени су доживели неуспех приликом опсаде Патраса. Цар Нићифор (802—811) је након војних успеха освајао грчке територије и покрштавао покорене народе. Поједини Словени су расељавани у Малу Азију.
Први познати стратег Пелопонеза био је Лав Склир, постављен 811. године. Вероватно је био блиски рођак војсковође Склира који је 805. године однео велику победу над Словенима. Улога пелопонеских стратега била је да контролишу словенска племена и спречавају побуне. Побуне су у два наврата дизала племена Милинга и Језерита. Прву је 842. године угушио Теокист Вријеније, а другу 923. године Кринит Аротрас. Поновно освајање Крита 961. године доводи до напредовања теме Пелопонез. У 12. веку теме Хелада и Пелопонез подељене су на низ мањих округа. Пелопонез је остао под византијском контролом све до почетка 13. века. Након пада Цариграда током Четвртог крсташког рата (1204), на Пелопонезу је основана Кнежевина Ахаја.